# Maria (漫画家)
Maria（マリア、2月3日 - ）は、日本の漫画家。福岡県出身及び在住。デビュー作品は『恋人と呼ばせて』（当時21歳）。 
実の妹は漫画家の高倉みどり、妹の夫は漫画家の飛永宏之である。

## 作品リスト
全て集英社から刊行されている。
- 彩子流-男のおとし方-(1994/12/01)
- LOVE(1995/09/01)
- 紅い糸の恋人(1996/05/01)
- 自分らしく恋しよう(1996/10/01)
- 男なんかね(1997/05/01)
- 深・愛(1998/04/01)
- 愛の言魂(1999/04/01)
- Lovesick-ラブシック-(全2巻、2000/05/01-2001/01/01)
- ノー・コントロール （『別冊マーガレット』2001年2月号、2002/2/25)
- 『彼』の跡(『別マスペシャル』2003年冬夢増刊、2003/4/25)
- ただまっすぐにあなたへ （『ザ マーガレット』2003年12月号、2004/3/25)
- 抱擁 （『ザ マーガレット』2004年7月号、8月号、10月号、11月号、全2巻、2005/1/25-2005/7/25)
- アイノアカシ。 （『ザ マーガレット』2005年10月号、2006/5/25)
- KOI-MOYOUシリーズ(全2巻、2007/4/25-2007/11/22)
  - 〜ヒーリング・ラブ〜 （『ザ マーガレット』2007年5月号）
  - 〜ヒミツの恋心〜 （『ザ マーガレット』2007年9月号）
- ほしいのは あなただけ。（全5巻、2009/9/25-2011/7/25）
- ラヴベクトル(2009/9/25)
- こっちにおいでよ。[2]（マーガレットコミックス、全7巻）
  1. 2012年4月13日発売[3]、ISBN 978-4-08-846760-3
  2. 2012年10月15日発売[4]、ISBN 978-4-08-846838-9
  3. 2013年5月24日発売[5]、ISBN 978-4-08-845038-4
  4. 2014年1月24日発売[6]、ISBN 978-4-08-845152-7
  5. 2014年9月25日発売[7]、ISBN 978-4-08-845269-2
  6. 2015年3月25日発売[8]、ISBN 978-4-08-845365-1
  7. 2016年1月25日発売[9]、ISBN 978-4-08-845518-1
- @キラキラバーズ!（マーガレットコミックス、全2巻）
  1. 2014年9月25日発売[10]、ISBN 978-4-08-845272-2
  2. 2016年9月23日発売[11]、ISBN 978-4-08-845644-7
- 『未』成熟[12]（『Cookie』2016年3月号[13] - 2020年3月号[14]、全7巻）
  1. 2016年9月23日発売[15]、『Cookie』2016年3月号[13] - 、ISBN 978-4-08-845645-4
  2. 2017年4月25日発売[16]、ISBN 978-4-08-845751-2
    - 『未』成熟-青き春-

  3. 2017年10月25日発売[17]、ISBN 978-4-08-845841-0
  4. 2018年6月25日発売[18]、ISBN 978-4-08-844057-6
  5. 2019年1月25日発売[19]、ISBN 978-4-08-844148-1
  6. 2019年8月23日発売[20]、ISBN 978-4-08-844230-3
  7. 2020年4月24日発売[21]、ISBN 978-4-08-844324-9
- 愛でられませんか?〜キミに奉仕〜（『ザ マーガレット』2017年10月号[22] - 2018年12月号[23]、全1巻）
  1. 2019年10月25日発売[24]、ISBN 978-4-08-844251-8
- アンサー（『Cookie』2020年9月号[25] - 連載中、既刊10巻）
  1. 2021年2月25日発売[26][27]、ISBN 978-4-08-844456-7
  2. 2021年8月25日発売[28]、ISBN 978-4-08-844547-2
  3. 2022年2月25日発売[29]、ISBN 978-4-08-844616-5
  4. 2022年8月25日発売[30]、ISBN 978-4-08-844618-9
  5. 2023年2月24日発売[31]、ISBN 978-4-08-844759-9
  6. 2023年8月24日発売[32]、ISBN 978-4-08-844811-4
  7. 2023年12月25日発売[33]、ISBN 978-4-08-844857-2
  8. 2024年5月23日発売[34]、ISBN 978-4-08-843017-1
  9. 2024年11月25日発売[35]、ISBN 978-4-08-843070-6
  10. 2025年5月23日発売[36]、ISBN 978-4-08-843153-6

### その他
- FOR THE LONELY（『別マスペシャル』2001年初夏の増刊）
- 嘘つきな恋心（『別マスペシャル』2001年秋の増刊）
- れんあい開花（『別マスペシャル』2002年春恋増刊）
- LOVE&CHAIN（『デラックスマーガレット』2003年5月号）
- あるがままで（『別マスペシャル』2003年初夏の増刊）
- OVER AND OVER（『別マスペシャル』2005年春の増刊）
- 恋愛迷子 （『ザ マーガレット』2006年2月号）
- キラキラの世界で （『別マスペシャル』2004年お正月増刊）
- 最後のわがまま-抱擁 番外編-（『ザ マーガレット』2005年3月号）
- キエナイヒカリ（『デラックスマーガレット』2007年9月号）